# 2000年代臺灣
| 世紀： | 19世紀臺灣 \| 20世紀臺灣 \| 21世紀臺灣                                                                                                   |
| 年代： | 1970年代臺灣 \| 1980年代臺灣 \| 1990年代臺灣 \| 2000年代臺灣 \| 2010年代臺灣 \| 2020年代臺灣 \| 2030年代臺灣                             |
| 年份： | 2000年臺灣 \| 2001年臺灣 \| 2002年臺灣 \| 2003年臺灣 \| 2004年臺灣 \| 2005年臺灣 \| 2006年臺灣 \| 2007年臺灣 \| 2008年臺灣 \| 2009年臺灣 |

台灣2000年代於民國紀元為89年至98年，即相當於「民國90年代」。在這個時期開創了許多台灣歷史的第一。

## 政治

### 總統
- 李登輝（2000年1月1日-2000年5月20日）
- 陳水扁（2000年5月20日-2008年5月20日）
- 馬英九（2008年5月20日-2009年12月31日）

### 内阁
- 唐飛內閣（2000年5月20日-2002年10月6日）
- 第一次張俊雄内阁（2000年10月6日-2002年2月1日）
- 游錫堃内阁（2002年2月1日-2005年2月1日）
- 謝長廷内阁（2005年2月1日-2006年1月25日）
- 第一次蘇貞昌内阁（2006年1月25日-2007年5月21日）
- 第二次張俊雄内阁（2007年5月21日-2008年5月20日）
- 劉兆玄内阁（2008年5月20日-2009年9月10日）

### 大事紀
- 2000年3月18日－2000年中華民國總統選舉，第二次總統直選由民主進步黨的陳水扁和呂秀蓮勝出，並發表四不一沒有，結束中國國民黨超過半世紀的執政局面，和平地實現首次政黨輪替，並產生首位女性副總統。
- 2000年3月31日－宋楚瑜成立親民黨。
- 2002年8月3日－陳水扁發表一邊一國。
- 2003年12月31日－立法院通過公民投票法。
- 2004年2月28日－228百萬人手牽手護台灣，目的是反對中華人民共和國部署針對台灣的飛彈設施以及支持反飛彈公投。
- 2005年3月14日－中華人民共和國通過反分裂國家法。
- 2005年3月26日－民進黨政府舉行三二六護台灣大遊行抗議。
- 2006年8月12日－百萬人民倒扁運動，由前民主進步黨主席施明德於台灣發起政治訴求運動：要求中華民國總統陳水扁應為國務機要費案、其親信及家人相關的諸多弊案負責，並主動下台。
- 2006年2月27日－陳水扁終止適用國統綱領。
- 2008年3月22日－2008年中華民國總統選舉，第四次總統直選由中國國民黨的馬英九勝出並承諾不統、不獨、不武，是台灣政治史上第二次政黨輪替。
- 2008年－陳水扁家庭密帳案，為中華民國前總統陳水扁與其家族，在其擔任總統任內在海外的財產，所衍生出之涉及龍潭土地弊案及二次金改弊案，懷疑非法所得的洗錢弊案。
- 2008年6月－海峽交流基金會董事長江丙坤與海峽兩岸關係協會會長陳雲林在北京舉行會談。
- 2008年6月10日－聯合號海釣船事件，6月10日日籍巡邏船撞沉中華民國之海釣船「聯合號」，並將船中人員帶往日本偵訊，隔日放回船員，但將船長扣留，6月12日日本因中華民國之壓力，釋放船長。隔日中華民國行政院長劉兆玄更向日方表示最終將以武力以解決釣魚台之爭議。
- 2008年11月4日－在台北圓山飯店舉行第二次江陳會談。
- 2008年11月6日－野草莓運動，即中華民國警察單位對此江陳會談進行集會遊行之民眾在執行維安工作時，造成對人民的基本人權之種種侵犯，與集會遊行法對於集會自由的種種限制。

## 經濟
- 2002年（民國91年）－ 中華民國以臺澎金馬個別關稅領域加入世界貿易組織（WTO）。
- 2004年（民國93年）－ 美麗華百樂園開幕，其摩天輪呼應了近年來台灣各地的購物中心相繼以摩天輪當作地標的風潮。
- 2004年（民國93年）－ 台北101完工，成為2004年～2010年世界最高大樓，其最初名稱為台北國際金融中心（Taipei World Financial Center），2003年改為現名，亦俗稱為101大樓。
- 2005年（民國94年）－ 統一超商推出集點送Hello Kitty磁鐵，在當時收集潮風靡一時，其後許多便利商店也跟進推出集點送贈品。
- 2007年-2012年（民國96年-101年）－ 爆發全球金融危機，政府於2009年春節前夕發行振興經濟消費券，每人新台幣3600元。
- 2007年（民國96年）－ 統一夢時代購物中心開幕，至今仍是全台最大的購物中心。
- 2008年（民國97年）－ 國民黨政府強調以兩岸開放、擴大建設方式達到經濟成長率6%目標。但截至同年七月為止，政府調漲瓦斯、電費及在通膨時推出擴大內需等措施，加之國際通膨經濟衰退雙危機，中華民國與全球一樣面臨整體經濟危機及經濟負成長。

## 文化

### 閩客
- 2001年（民國90年）－ 行政院客家委員會成立。
- 2007年（民國96年）－ 電音三太子興起。

### 原住民族
- 2001年（民國90年）－ 邵族成為中華民國政府官方承認的台灣原住民第10族
- 2002年（民國91年）－ 噶瑪蘭族成為中華民國政府官方承認的台灣原住民第11族
- 2004年（民國93年）－ 太魯閣族成為中華民國政府官方承認的台灣原住民第12族
- 2007年（民國96年）－ 撒奇萊雅族成為中華民國政府官方承認的台灣原住民第13族
- 2008年（民國97年）－ 賽德克族成為中華民國政府官方承認的台灣原住民第14族

### 網路
由於早前的七零後世代與八零後世代透過BBS和部落格等網路媒介逐漸發展出次文化語言，如鄉民、火星文、注音文、表情符號等網絡語言，或從網路爆紅皆能看出網路對2000年代影響深遠。

#### 社交網絡服務
隨著網際網路的興起，發展出各式各樣的社交平台，這時期主要以網路社群、部落格和通訊軟體為主。
網路社群
在這時期較知名的網路社群，像是延續1990年代TANetBBS站的批踢踢，以電玩動漫為主題的巴哈姆特電玩資訊站、遊戲基地及Komica，也有討論3C電子產品的社群，計有Mobile01和PCDVD數位科技討論區，但這些主題社群也漸漸朝向綜合性社群發展，像批踢踢、台灣論壇一樣，不再單一主題性，提供更多元討論空間。其他較知名的網路論壇還有以學生為主的台灣深藍學生聯合論壇，能互相分享在校園中的心情。
部落格
在部落格方面，先是1999年，由國立交通大學學生簡志宇先生利用校內頻寬與資訊工程學系的機器所架設站埠，創立了無名小站，並於2003年，推出網路相簿、網誌、留言板等功能，吸引愈來愈多人使用個人部落格服務；同年，當時就讀國立交通大學的曾皇霖先生，受到興趣與喜好部落格的好友要求下，與同校的劉昊恩先生亦利用校內頻寬資源創立PIXNET，於2004年12月拓展至博客服務。2000年代中期，無名小站和PIXNET使用人數日益增加，先後因校內TANet（台灣學術網路）無法負荷，移出校內頻寬，成立商業公司，無名小站在2005年3月決定正式脫離校內頻寬，成立「無名小站股份有限公司」，並於2006年因網路頻寬不足與Yahoo!奇摩合併，而PIXNET於同年轉型為商業網站，收取相關費用。同期的還有像是中華電信推出的Xuite日誌、天空傳媒的天空部落等，都是當時知名的個人部落格。
2000年代中、後期，影像部落格、微型部落格與線上社交網絡服務網站形式興起，使得部落格有了轉變。在2005年由陳士駿先生、雅科夫·拉皮茨基先生等人創立Youtube影音網站，讓人利用視頻記錄生活或創作，也使先前原本的個人部落格不單單只有相簿、網誌、留言板等服務，以此加上影音服務，台灣本土也推出I'm Vlog、優仕網等影像部落格網站，相互競爭。另外同期興起的微型部落格則係利用簡短文本更新部落格，像是Twitter、噗浪、新浪微博都是微博形式部落格。而於2005年正式對大眾開放的Facebook則是後期線上社交網絡服務網站的代表，台灣正體語言版本則於2008年6月20日推出。
通訊軟體
1990年代末，ICQ、MSN Messenger Service及Yahoo! Messenger相繼問世，初版的通訊軟體僅包含了基本的功能，像是簡單的文字交談，到後來的個人化版面、圖案、表情符號和背景圖片等功能，讓通訊軟體在2000年代初、中期得到空前的成功。ICQ在2000年代初期做了改版，安插了許多廣告，加上2003年Skype問世，令使用ICQ的人有下降的趨勢。2005年MSN Messenger Service改名為Windows Live Messenger，許多人還是習慣用舊稱MSN稱呼Windows Live Messenger，並隨著時代潮流，智慧型手機普及，2009年，Facebook附設聊天功能、WhatsApp興起，Windows Live Messenger與舊版即時通不敵其他新興即時軟體，於2012年底及2016年停止服務。

#### 入口網站
90年代後期，台灣本土網站PChome Online網路家庭、蕃薯藤和奇摩站設立，並於後兩、三年增設許多功能，邁向個人化整合型服務，在2000年代與MSN、Google成為當時常用的入口網站。
- 2001年－奇摩站宣佈與雅虎台灣合併。
- 2006年－天空傳媒收購蕃薯藤，以「yam蕃薯藤」做為全新的企業識別系統。
- 2006年－Google於台灣成立。

#### 線上遊戲
2000年代線上遊戲承襲了1990年代中期類似MUD架構的技術，並精進優化遊戲模式，通常以大型多人在線角色扮演遊戲為主，又以日本、韓國及美國的線上遊戲在台灣較為風靡。
- 日本：石器時代、魔力寶貝
- 韓國：天堂、仙境傳說、爆爆王、楓之谷、跑跑卡丁車
- 美國：絕對武力、魔獸世界

台灣本土遊戲公司方面，不單只有代理其他國家的線上遊戲，如中華網龍公司就製作了《金庸群俠傳》、《吞食天地online》，還有以戀愛交友的《戀愛盒子》等遊戲，其他像是玩酷科技製作與遊戲橘子發行的《星辰》自製遊戲，戲谷更將博弈休閒娛樂轉變成多人線上互動遊戲。

#### 網路圖漫
網路畫家彎彎於2004年10月於無名小站開設個人網誌，在網路上分享業餘創作，以辦公室工作感受為主題之有趣MSN大頭貼而走紅。其後越來越多人在無名小站上分享自己的圖文。

### 同志
在中華民國（台灣）臺北市舉辦的同志遊行，為亞洲地區最盛大的爭取同志權益的活動。遊行者除了同性戀以外還有雙性戀、跨性別、BDSM、性工作者、HIV感染者還有情色內容創作者等所謂「同志」。從2003年舉辦第一屆，至2012年時已經舉辦至第十屆。

## 教育
- 2001年（民國90年）－ 九年一貫課程試行，2004年全面實施。
- 2002年（民國91年）－ 廢除聯考，實行大學入學指定科目考試。
- 2007年（民國96年）－ 東華花師併校案，東華大學、花蓮教育大學兩校於2008年正式合併。

## 環保
- 2000年（民國89年）－ 臺北市實施垃圾處理費隨袋徵收的制度
- 2002年（民國91年）－ 規定百貨公司、便利商店、量販店、超級市場等特定零售業者，不得免費提供購物用塑膠袋(即至少收費1元台幣)。
- 2005年（民國94年）－ 國光石化開發案。

## 交通
- 2000年（民國89年）－ 台北捷運板南線部分延伸區間（龍山寺站至新埔站）、小南門線通車，同年12月30日南港線全線（市政府站至昆陽站）通車。
- 2001年（民國90年）－ 實施小三通，台灣海峽兩岸實施的小型三通模式，來往廈門與金門的客船開辦。
- 2003年（民國92年）－ 兩岸春節包機直航，分隔54年後，中華民國民航包機首次合法降落中國大陸地區。
- 2004年（民國93年）－ 福爾摩沙高速公路全線通車。
- 2006年（民國95年）－ 蔣渭水高速公路和雪山隧道通車。
- 2006年（民國95年）－ 中正國際機場改名為臺灣桃園國際機場。
- 2007年（民國96年）－ 台灣高速鐵路正式啟用。
- 2008年（民國97年）－ 高雄捷運正式營運。
- 2008年（民國97年）－ 實施大三通，是台海兩岸直接「通郵」、「通商」、「通航」。
- 2009年（民國98年）－ 台北捷運內湖線與木柵線正式合併更名為文山內湖線（簡稱文湖線）。

## 體育
- 2002年（民國91年）－ 陳金鋒是第一位台灣登上美國職棒大聯盟的球員。
- 2004年（民國93年）－ 陳詩欣和朱木炎於2004年雅典奧運獲得奧運開辦以來第一次金牌。
- 2006年（民國95年）－ 王建民在美國職棒大聯盟創單季19勝紀錄，當時造成一股王建民熱潮。
- 2009年（民國98年）－ 2009年夏季聽障奧林匹克運動會，是第一屆在亞洲舉行的夏季聽奧會，亦為首次聖火於臺灣上空點燃的國際型比賽。
- 2009年（民國98年）－ 2009年世界運動會，是第二次在亞洲國家舉辦的世界運動會，與台北聽障奧運列為2009年台灣兩大國際綜合性賽事。

## 娛樂

### 音樂

#### 華語音樂
台灣的嘻哈樂、獨立音樂也約在這個時期蓬勃發展。
- 男歌手：宋岳庭、周杰倫、王力宏、陶喆、林俊傑、林宥嘉、蕭敬騰、羅志祥、蘇見信、潘瑋柏
- 女歌手：張惠妹、蔡依林、陳綺貞、孫燕姿、蕭亞軒、梁靜茹、楊丞琳、王心凌、張韶涵
- 團體：五月天、信樂團 、閃靈樂團、F4、Energy、S.H.E、蘇打綠、飛輪海、5566

- 金曲獎：第11屆金曲獎 · 第12屆金曲獎 · 第13屆金曲獎 · 第14屆金曲獎 · 第15屆金曲獎 · 第16屆金曲獎 · 第17屆金曲獎 · 第18屆金曲獎 · 第19屆金曲獎 · 第20屆金曲獎。
- 2000年開辦貢寮國際海洋音樂祭。
- 2008年為歷史悠久野台開唱的最後一屆。

#### 歐美音樂
Westlife、Coldplay、Eminem、Beyoncé、Madonna、Britney Spears、Usher、The Black Eyed Peas、Avril Lavigne、Gwen Stefani、Blue、Pitbull、Justin Timberlake、Maroon 5、Rihanna、Chris Brown、Flo Rida、Lady Gaga、Katy Perry、Taylor Swift

#### 日語音樂
1990年代末、2000年代初到中期為日本音樂在台灣造成風潮流行的時期，當時男子團體更是不可計數，這時期在台灣有名的歌手如：
- 男歌手：平井堅、福山雅治
- 女歌手：宇多田光、安室奈美惠、濱崎步、松浦亞彌、倖田來未、大塚愛
- 團體：W-inds、WaT、Lead、早安少女組。、南方之星、CHEMISTRY
  - 傑尼斯：SMAP、TOKIO、V6、KinKi Kids、嵐、瀧與翼、NEWS、關西傑尼斯8、KAT-TUN。

#### 韓語音樂
第一波韓流是在大約1990年代末、2000年代初，這時期因日本音樂在台灣還是盛行期，韓國流行音樂藝人主要受到日本樂壇發展而知名，像是東方神起、BOA、S.E.S.等都是到日本樂壇發展而在聞名的韓流藝人，除了上述在日韓之間發展的藝人外，韓國當地音樂團體CLON1997年一首〈Bing Bing Bing〉讓他們在台灣打開知名度，往後他們的電子舞曲常於2000年代前期大街小巷聽到。
2000年代前、中期當時韓流歌曲只能算是小眾文化，到了第二波韓流，在Super Junior的〈Sorry, Sorry〉、Wonder Girls的〈Nobody〉和少女時代的〈Gee〉這三首歌曲之後，韓流歌曲開始膾炙人口，讓同時期出道的韓流團體KARA、2PM快速串紅。
而隸屬於YG娛樂的Big Bang因團體風格鮮明，成為韓流的亮眼焦點，之後其公司也推出相似風格鮮明的女子團體2NE1。韓國經紀娛樂公司順這波潮流也推出許多音樂團體，像是SM娛樂推出的SHINee、MBK娛樂的T-ara、Cube娛樂的BEAST與4minute等都是當時在台造成轟動的音樂團體。另外韓劇在2000年代初快速火紅，Rain因《浪漫滿屋》爆紅，王力宏更邀請Rain一起合唱〈完美的互動〉，吳建豪也與安七炫組成Kangta & Vanness發行專輯《Scandal》，發行多國語言版本專輯。在2000年代末也有因為電視劇而受到矚目的音樂歌手，像《原來是美男》的FTIsland及《流星花園》的SS501等都是因韓劇而矚目的音樂團體。韓流歌曲至今成為台灣音樂大眾文化之一。

### 戲劇

#### 台灣戲劇
- 金鐘獎：第35屆金鐘獎 · 第36屆金鐘獎 · 第37屆金鐘獎 · 第38屆金鐘獎 · 第39屆金鐘獎 · 第40屆金鐘獎 · 第41屆金鐘獎 · 第42屆金鐘獎 · 第43屆金鐘獎 · 第44屆金鐘獎

##### 偶像劇
台灣第一部偶像劇為2000年7月1日播出的《麻辣鮮師》，然直至2001年4月12日華視播出的《流星花園》引發社會和國際廣泛關注。

#### 韓國戲劇
韓劇於2000年初陸續造成轟動，於2000年到2009年在台灣造成話題的有火花、藍色生死戀、冬季戀歌、愛上女主播、情定大飯店、順風婦產科、浪漫滿屋、大長今、宮、朱蒙、咖啡王子一號店、妻子的誘惑、流星花園等。

### 電影
- 請參見2000年代台灣電影
- 金馬獎：第37屆金馬獎 · 第38屆金馬獎 · 第39屆金馬獎 · 第40屆金馬獎 · 第41屆金馬獎 · 第42屆金馬獎 · 第43屆金馬獎 · 第44屆金馬獎 · 第45屆金馬獎 · 第46屆金馬獎

## 災害
- 2000年（民國89年）－八掌溪事件，4名工人於番路鄉吳鳳橋下游八掌溪河床上遭洪水圍困，苦等救援不至，最後不幸滅頂死亡。
- 2001年（民國90年）－納莉風災，造成北台灣嚴重水患，多處地方單日降雨量皆刷新歷史紀錄。
- 2002年（民國91年）－中華航空611號班機空難（澎湖空難）。
- 2003年（民國92年）－SARS事件，近4個月期間，共有664個病例，其中73人死亡。
- 2007年（民國96年）－中華航空120號班機事故。
- 2009年（民國98年）－八八水災，發生於台灣中南部及東南部的一起嚴重水災，其中以高雄縣甲仙鄉小林村滅村事件最為嚴重，造成數百人活埋，同年比照921大地震，國慶取消舉辦。
- 2009年（民國98年）－2009年H1N1流感大流行。

## 逝世
- 2001年（民國90年）－李國鼎，在其任時推動許多經濟建設。
- 2003年（民國92年）－宋美齡，中華民國前第一夫人之一，在近代中國歷史與對美國關係具有深遠的影響力。
- 2003年（民國92年）－林旺，原是二戰中的緬甸籍戰象，後來隨著孫立人將軍遷往台灣，安置在台北市立動物園。為許多台灣民眾兒時的共同回憶，許多人暱稱他為「林旺爺爺」。
- 2004年（民國93年）－蔣方良，為中華民國前第一夫人之一，蔣經國妻子。
- 2004年（民國93年）－蔡萬霖，台灣著名的企業家，為霖園集團創辦人。
- 2004年（民國93年）－林玉山，台灣日治時期中的台灣代表畫家之一，與陳進、郭雪湖並列為「台展三少年」。
- 2004年（民國93年）－傅培梅，台灣的知名廚師、烹飪節目製作人及主持人，2012年榮獲第47屆金鐘獎特別獎。
- 2005年（民國94年）－高玉樹，臺北市升格為直轄市後的第一位市長。
- 2005年（民國94年）－辜振甫，曾任海峽交流基金會董事長、總統府資政等要職，亦為和信集團領導者。
- 2006年（民國95年）－孫運璿，推行十大建設，為台灣科技產業重要奠基者。
- 2007年（民國96年）－楊德昌，台灣電影導演，與侯孝賢、蔡明亮並稱台灣電影新浪潮代表導演。
- 2007年（民國96年）－許瑋倫，台灣著名的女演員。
- 2008年（民國97年）－王永慶，台灣著名的企業家，為台塑集團創辦人。
- 2009年（民國98年）－蔡章獻，台灣知名天文學家。